# Acido miristico
L'acido tetradecanoico, detto anche acido miristico, è un acido grasso saturo presente nei derivati del latte (specialmente burro, panna e formaggi), olio di cocco, olio di semi di palma e in alcune spezie tra cui la noce moscata; il burro di noce moscata contiene fino al 75% in peso di trimiristina. La sua formula chimica è CH3(CH2)12COOH.
La riduzione dell'acido miristico dà origine all'alcol miristilico (o 1-tetradecanolo).
L'acido miristico viene comunemente legato ad un residuo amminoacidico di glicina vicino all'estremità N-terminale di proteine chinasi associate ai recettori per fare in modo che l'enzima si localizzi in prossimità della membrana; questo si verifica poiché l'acido miristico è sufficientemente idrofobico da essere incorporato all'interno del doppio strato di fosfolipidi della membrana cellulare delle cellule eucariotiche.
La miristilazione è una modificazione stabile: l'acido grasso rimane attaccato alla proteina per tutta la sua vita. Le proteine miristilate sono localizzate in vari compartimenti subcellulari, inclusi il citoplasma, il reticolo endoplasmatico, la membrana plasmatica ed il nucleo.
La trimiristina è il trigliceride dell'acido miristico.